# Neuschmerzke
Neuschmerzke ist ein Wohnplatz der Stadt Brandenburg an der Havel in Brandenburg.

## Geografische Lage
Der Wohnplatz liegt südöstlich des Stadtzentrums und dort südöstlich der Neustadt. Nordöstlich liegt der Ortsteil Wust, südlich der Ortsteil Schmerzke. Die Wohnbebauung konzentriert sich südöstlich eines Kreuzungsbereiches der Bundesstraße 1 und der Bundesstraße 102. Die B 1 führt von Westen kommend v-förmig in östlicher Richtung an Neuschmerzke vorbei. Von ihr zweigt die B 102 nach Süden führend ab.

## Geschichte
Am Kreuzungsbereich der beiden Bundesstraßen gab es im 19. Jahrhundert ein Chausseehaus, das 1871 als Chaussee-Einnehmerhaus in den Akten erschien. Östlich hiervon gab es einen Abbau, der zu Schmerzke gehörte. Hieraus entwickelte sich eine Siedlung, die 1925 als Neuschmerzke in den Akten erschien. Gemeinsam mit Schmerzke kam der Wohnplatz 1950 bis 1952 zum Stadtkreis Brandenburg und 1993 zur Stadt Brandenburg an der Havel.